# Bonnies de Saint Bonaventure
Les Bonnies de Saint Bonaventure (anciennement les Brown Indians de Saint Bonaventure de 1927 à 1992) est un club omnisports universitaire de l'Université de Saint Bonaventure, basé à Saint Bonaventure à New York, entre les deux villes d'Allegany et Olean. Les Bonnies participent à la Division I, dans l'Atlantic 10 Conference de la National Collegiate Athletic Association (NCAA) dont elle est membre depuis 1979 . Le directeur sportif de l'école est Tim Kenney, qui a été embauché début 2015. La mascotte du programme est le Bona Wolf et les couleurs sont marron et blanc. 

## Sports de l'université
Membre de la Conférence Atlantic 10, l'Université Saint-Bonaventure parraine des équipes dans 10 sports de la NCAA pour les hommes et huit pour les femmes. 
La crosse masculine a été ajoutée en tant que sport universitaire au printemps 2019. 
De plus, les Bonnies mettent sur pied une équipe de hockey sur glace au sein de l'American Collegiate Hockey Association (hockey de niveau «club»). 

### Basket-ball masculin
Le programme de basket-ball masculin a connu du succès tout au long de son histoire, y compris une apparition dans le Final Four NCAA en 1970  et un championnat NIT en 1977. La dernière apparition du tournoi NCAA de Saint-Bonaventure a eu lieu en 2018, lorsque les Bonnies ont remporté leur match contre UCLA. Cette victoire a marqué la première victoire du programme dans le tournoi NCAA depuis qu'elle a atteint l'Elite Eight en 1970. Les Bonnies ont perdu leur prochain match, une défaite de 77-62 contre la Floride. Actuellement, l'entraîneur de basketball masculin de Saint Bonaventure est Mark Schmidt.   

### Golf masculin
L'équipe de golf masculine de Bonnies est entraînée par John Powers, diplômé de l'Université Bowling Green en 2010. Powers a repris l'équipe à l'été 2011. L'équipe organise le Leo Keenan Invitational annuel au Bartlett Country Club à Olean, New York, où il se déroule depuis la fin des années 1980. 

### Basketball féminin
Au cours de la saison 2011-2012, l'équipe féminine de basket-ball des Bonnies a connu la meilleure saison de son histoire. Ils ont accumulé un bilan de 31-4 en saison régulière, dont un bilan parfait de 14-0 dans la conférence Atlantic 10. Ils ont été classés au 16e rang dans les sondages nationaux et ont obtenu une 5e tête de série dans le tournoi NCAA. Elles se sont qualifiées pour le Sweet 16, où elles ont perdu contre le finaliste national Notre Dame. L'équipe féminine de basket-ball a fait sa deuxième apparition au tournoi NCAA en 2016. 

## Installations
| Sport               | Établissement                                  |
| ------------------- | ---------------------------------------------- |
| Baseball            | Fred Handler Park                              |
| Basket-ball         | Reilly Center                                  |
| Golf                | Bartlett Country Club                          |
| Crosse              | Tom and Michelle Marra Athletics Field Complex |
| Football            | Tom and Michelle Marra Athletics Field Complex |
| Softball            | Joyce Field                                    |
| Natation et plongée | Piscine Reilly Center                          |
| Tennis              | St. Bonaventure Outdoor Tennis Center          |